# Hans-Arnold Stahlschmidt
Hans-Arnold Stahlschmidt (Kreuztal, 15 de setembro de 1920 – El Alamein, 7 de setembro de 1942) foi um piloto de caça alemão durante a Segunda Guerra Mundial. Um ás da aviação, a ele foi creditado 59 vitórias contra os Aliados Ocidentais no Norte da África. Stahlschmidt era amigo íntimo do proeminente ás Hans-Joachim Marseille.

## Segunda Guerra Mundial
Após a conclusão de seu extenso treinamento, Stahlschmidt foi designado para servir na Jagdgeschwader 27.
Em março de 1941, o I./JG 27 foi enviado para a Sicília para operações em Malta. No início de abril, o grupo foi transferido para Graz, na Áustria, para a invasão alemã da Iugoslávia. Em 14 de abril de 1941, com o fim da campanha, I./JG 27 foi chamado de volta a Munique sendo transferido para o Norte da África.

### Norte da África
Eles estavam inicialmente instalados em Ain-el-Gazala, a oeste de Tobruque. Stahlschmidt afundou dois pequenos navios. Em um ataque a um veleiro de 200 toneladas, seu tiro de canhão atingiu a galé, causando um grande incêndio. Oito marinheiros ingleses e seis gregos abandonaram o navio antes que ele afundasse. Outro foi afundado, levando à captura de 32 homens. Stahlschmidt alcançou sua primeira vitória durante o Cerco de Tobruque em 15 de junho de 1941. O 8.º Exército Britânico iniciou a Operação Battleaxe naquela manhã e 2./JG 27 esteve envolvido em operações durante todo o dia. Stahlschmidt reivindicou um Hawker Hurricane, provavelmente do Esquadrão N.º 73 da RAF. Stahlschmidt não apresentou outra reclamação até 20 de novembro de 1941. O Exército britânico iniciou a Operação Crusader para aliviar Tobruque. Stahlschmidt reivindicou um trio de bombardeiros Maryland da Força Aérea da África do Sul (SAAF), a oeste de Tobruque. O Esquadrão N.º 21º da SAAF relatou a perda de quatro de uma formação de nove e reivindicou um Bf 109 abatido em troca durante uma missão para bombardear posições em Al Edem. Uma semana depois, em 27 de novembro, ele reivindicou outro Hurricane ao sul de El Adem para sua quinta vitória que o qualificou como um ás dos ases.
Em 6 de dezembro, foi nomeado Gruppen Adjutant do I./JG 27, posição que ocupou brevemente até seu retorno ao 2./JG 27 em fevereiro de 1942. Em 14 de dezembro de 1941 Stahlschmidt conquistou sua sexta vitória em outro dia de luta aérea pesada. Ao sul de Trimi, ele reivindicou um Curtiss P-40. A primeira vitória de Stahlschmidt em 1942 foi reivindicada em 11 de janeiro ao sul da Agedabia. P-40s do Esquadrão N.º 3 da RAAF (Real Força Aérea Australiana) foram rebatidos pelo staffel de Stahlschmidt e ele abateu o sargento Cameron. Em 22 de janeiro de 1942, o Esquadrão N.º 3 foi novamente derrubado por Stahlschmidt e seu ala. Stahlschmidt abateu o oficial de voo James McIntosh, que foi morto. Em 21 de fevereiro de 1942, Stahlschmidt foi abatido em seu Bf 109 F-4 trop (Werknummer—número da fábrica 8528). Nessa missão, ele fez parte de uma formação liderada por seu Staffelkapitän (líder do esquadrão), Oberleutnant Gerhard Homuth. Eles observaram 11 P-40s perto de Acroma. Em uma carta para sua mãe, ele descreveu os eventos subsequentes:
Eu vi os Curtiss aproximadamente 300 metros abaixo de nós e caindo abaixo. Essas aeronaves não eram nenhuma ameaça para nós! Agora eu só queria nivelar minha margem de manobra, pois meus colegas já estavam em uma altitude substancialmente mais alta. Keppler (seu ala), me ultrapassou. Mais uma vez, vi os aviões Curtiss 300 metros diretamente abaixo de mim e contei onze aeronaves.
Sem suspeitar de nada desagradável, continuei minha subida de nível. De repente, houve um barulho alto na minha cabine — Eu havia levado um tiro de canhão. O treco imediatamente virou de forma incontrolável de costas. O combustível jorrou na cabine; começou a soltar fumaça e então perdi completamente o controle do Bf 109, caindo de costas no Curtisses. Pelo interfone, ouvi a voz zangada de Homuth: "Qual de vocês, idiotas, acabou de ser abatido?"
Arrastando uma longa coluna de meu radiador, caí em direção à terra. A temperatura da água subiu para 140 graus. A uma altitude de 1.000 metros, recuperei novamente o controle da caixa. Com um pouco de talento e fortuna consegui voar os 100 km em nossas próprias linhas, durante os quais só ligava o motor por curtos períodos, a fim de ganhar altitude para o longo planeio.

### Morte
O comandante, Eduard Neumann normalmente enviava pelo menos um rotte (par) de Bf 109s em uma patrulha de reconhecimento matinal porque a Luftwaffe não tinha radar nem radar de alerta precoce na África. Na manhã de 7 de setembro de 1942, Stahlschmidt, voando com o Bf 109 F-4 (Werknummer 8704) "Red 4", liderou um Schwarm (formação composta de quatro aviões) que decolou em um freie Jagd (varredura de caça) para o sul a leste de El Alamein. Eles interceptaram um Hurricane de reconhecimento tático coberto por uma forte escolta de Hurricane MK IICs do Esquadrão N.º 33 da RAF e Esquadrão N.º 213 da RAF. However, No entanto, Stahlschmidt não percebeu outro voo, do Spitfire Mk Vc's do Esquadrão N.º 601 da RAF, que estava voando ao sol. Presos entre os dois voos, dois 109s foram abatidos, incluindo Stahlschmidt e o ás com 24 vitórias Leutnant Karl von Lieres u. Wilkau que sobreviveu a um tórrido pouso forçado, mas Stahlschmidt desapareceu.
O comandante, Eduard Neumann, despachou o primeiro e o segundo Staffeln para procurar o ás que faltava. Marseille, que era o melhor amigo de Stahlschmidt, não pôde voar na missão e solicitou que participasse da busca. Neumann recusou, mas prometeu atualizá-lo. Stahlschmidt não estava em lugar nenhum. Ele foi declarado como desaparecido em combate, e seu destino exato permanece desconhecido até hoje. Uma pesquisa recente sugere que ele pode ter sido abatido por um ás americano, Tenente de voo John H. Curry (RCAF), do Esquadrão N.º 601.
Em mais de 400 missões de combate no Norte da África, Stahlschmidt obteve 59 vitórias, todos menos quatro sendo caças monomotores. Atrás de Marseille (151) e Werner Schroer (61), Stahlschmidt foi o terceiro ás do deserto com maior pontuação na guerra. Dezesseis meses depois, em 3 de janeiro de 1944, ele postumamente se tornou o 365º recebedor da Cruz de Cavaleiro da Cruz de Ferro com Folhas de Carvalho e foi promovido a Oberleutnant (primeiro-tenente), a partir de 1 de setembro de 1942.
No espaço de três semanas o I. Gruppe, Jagdgeschwader 27 foi abalado pela morte de seus três ases principais. A morte de Stahlschmidt apenas 24 horas após a morte do ás Günther Steinhausen do 1./JG 27 e foi seguida em 30 de setembro de 1942 pela morte de Hans-Joachim Marseille. I./JG 27 reivindicou 588 aeronaves abatidas em abril de 1941–novembro de 1942. Stahlschmidt, Steinhausen e Marseille foram responsáveis por 250 dessas aeronaves; 42% do total da unidade. A moral caiu tão baixo que o Gruppe foi retirado para a Sicília em outubro. Ele retornou brevemente ao Norte da África, mas foi retirado do teatro pela última vez em 6 de dezembro de 1942.

## Condecorações
- Cruz de Ferro (1939)
  - 2ª classe (20 de junho de 1941)
  - 1ª classe (21 de novembro de 1941)
- Distintivo de Voo do Fronte da Luftwaffe
- Cruz Germânica em Ouro (9 de abril de 1942)
- Cruz de Cavaleiro da Cruz de Ferro (20 de agosto de 1942)
  - 365ª Folhas de carvalho (3 de janeiro de 1944, postumamente)